# Le Giovani Marmotte e le balene in pericolo
Le Giovani Marmotte e le balene in pericolo (Wailing Whalers) è una storia a fumetti di Carl Barks disegnata da Key Wright; successivamente ne venne realizzata una nuova versione nel 1999 da Daan Jippes.

## Storia editoriale
Quando Chase Craig chiese a Barks di rientrare dal pensionamento, questi iniziò a inviargli una serie di layout che poi Craig assegnò a vari disegnatori, preferibilmente Strobl e Wright. Molte di queste storie comparvero su Heuy, Dewey and Louie Junior Woodchucks, ovvero l'albo dedicato alle Giovani Marmotte, in cui si alternavano storie di Barks e storie di Siegel, prima che questi iniziasse a collaborare direttamente con la Mondadori.
La storia venne edita per la prima volta sul n. 15 del luglio 1972 disegnata da Wright; Successivamente venne ripresa da Daan Jippes, il quale, recuperando vecchi sceneggiature di Barks, ne realizzò una nuova versione nel 1999, che venne pubblicata sulla rivista olandese Donald Duck (n.43).

## Trama
Le Giovani Marmotte, guidate dal Gran Mogol con i suoi fidi generali Qui, Quo e Qua si scontrano con dei cacciatori di balene. Raccolti dopo un naufragio da una baleniera della flotta di loro zio Paperone, cercano di farlo desistere dai suoi propositi di caccia. Il sottomarino di Paperone subisce un guasto e l'unico che può manovrarlo manualmente è proprio lui con l'aiuto del Gran Mogol.
Nei paraggi, però, c'è una baleniera concorrente, che prende di mira proprio il sommergibile con Paperone, che così rischia la sua stessa vita. Questa esperienza, che gli ha fatto capire cosa prova esattamente una balena, lo convincerà a desistere dai suoi propositi di sterminio.